# Nesomyrmex vannoorti
Nesomyrmex vannoorti  (лат.) — вид мелких муравьёв рода Nesomyrmex (Formicidae) из подсемейства Myrmicinae.

## Распространение
Южная Африка (Western Cape).

## Описание
Длина головы (HL) 0.620–0.698 мм; ширина головы (HW) 0.462–0.582 мм; головной индекс (CI) 75–81; длина скапуса (SL) 0.398–0.492 мм; индекс скапуса (SI) 80–93. Промезонотум без отстоящих волосков. Проподеум округлый без шипиков, но с волосками. Брюшко гладкое и блестящее. Усики 12-члениковые с булавой из 3 сегментов. Жвалы с 5 зубцами. Стебелёк между грудкой и брюшком состоит из двух члеников: петиолюса и постпетиолюса (последний четко отделен от брюшка), жало развито. Мелкие почвенные муравьи (длина около 3 мм) коричневого цвета (голова и брюшко темнее), похожие на представителей рода Leptothorax.

## Систематика
Вид включён в состав группы simoni species-group (Formicoxenini, или Crematogastrini). Близок к видам Nesomyrmex nanniae, Nesomyrmex ruani и Nesomyrmex entabeni с невооружённым проподеумом, непокрытом волосками, но у N. vannoorti там есть волоски. Ранее представители рода рассматривались в составе рода Leptothorax. Вид был впервые описан в 2008 году африканскими энтомологами Н. Мбанияна (Nokuthula Mbanyana) и Х. Робертсоном (Hamish G. Robertson; Natural History Collections Department, Iziko South African Museum, Кейптаун, Южная Африка) по материалам из Южной Африки. Видовое название дано в честь Симона ван Ноорта (Dr Simon van Noort; куратор энтомологии в Iziko South African Museum), участника сборов коллекционного материала муравьёв, включая типовую серию этого вида.